# Induktive Menge
Als induktive Mengen werden in der Mathematik Mengen {\displaystyle M} bezeichnet, die die leere Menge {\displaystyle \emptyset } enthalten und wo für jede Menge {\displaystyle x} auch deren Nachfolgemenge {\displaystyle x'=x\cup \{x\}} enthalten ist. Das Unendlichkeitsaxiom besagt, dass es eine induktive Menge gibt.

## Definition
Eine Menge {\displaystyle M} ist genau dann eine induktive Menge, wenn sie die zwei folgenden Eigenschaften
- {\displaystyle \emptyset \in M}
- {\displaystyle \forall x\in M:x'\in M}

erfüllt, wobei {\displaystyle x':=x\cup \{x\}} den Nachfolger von {\displaystyle x} bezeichnet.

## Bedeutung in der Mathematik

### Natürliche Zahlen
Mit Hilfe der induktiven Mengen wird in der Mengenlehre die Menge der natürlichen Zahlen definiert nach einer Idee von Richard Dedekind:
{\displaystyle {\begin{aligned}\mathbb {N} :=\bigcap \{x\mid x\;{\text{induktiv}}\}.\end{aligned}}}
Da der Schnitt von induktiven Mengen wieder induktiv ist, ist die Menge der natürlichen Zahlen die kleinste induktive Menge. {\displaystyle \mathbb {N} } besteht also aus den iterierten Nachfolgern der leeren Menge:
{\displaystyle \mathbb {N} =\{\emptyset ,\emptyset ',\emptyset '',\emptyset ''',\ldots \}=\{0,1,2,3,\ldots \}}
Um die natürlichen Zahlen so definieren zu können, benötigt man zwei Axiome: Das Unendlichkeitsaxiom und das Aussonderungsaxiom: Das Unendlichkeitsaxiom stellt sicher, dass es mindestens eine induktive Menge gibt. Wenn man nun jedoch den Schnitt über alle induktiven Mengen bildet, erhält man damit die Klasse der natürlichen Zahlen. Das Aussonderungsaxiom stellt sicher, dass der Schnitt über Mengen ebenfalls eine Menge ist und dass die Klasse der Natürlichen Zahlen damit auch wirklich eine Menge ist.
Innerhalb der Zermelo-Fraenkel-Mengenlehre kann gezeigt werden, dass die so konstruierte Menge {\displaystyle \mathbb {N} } die Peano-Axiome erfüllt. {\displaystyle \mathbb {N} } fängt also den intuitiven Begriff der natürlichen Zahl mengentheoretisch exakt ein. Statt {\displaystyle x'} und {\displaystyle \emptyset } schreibt man daher wie in der Arithmetik meist {\displaystyle x+1} bzw. {\displaystyle 0}.
Mithilfe der Definition über induktive Mengen lässt sich die Beweismethode der vollständigen Induktion rechtfertigen (daher auch der Name induktiv): Soll gezeigt werden, dass alle natürlichen Zahlen eine bestimmte Eigenschaft {\displaystyle e} haben, so betrachte die Menge {\displaystyle E:=\{n\in \mathbb {N} \mid e(n)\}\subseteq \mathbb {N} }. Zeigt man nun, dass {\displaystyle e(0)} gilt und aus {\displaystyle e(n)} auch {\displaystyle e(n+1)} folgt, so ist {\displaystyle E} induktiv. Da {\displaystyle \mathbb {N} } kleinste induktive Menge ist, gilt {\displaystyle \mathbb {N} \subseteq E} und somit {\displaystyle \mathbb {N} =E}. Also hat jede natürliche Zahl die Eigenschaft {\displaystyle e}.

### Transfinite Ordinalzahlen
Weitere induktive Mengen sind die transfiniten Ordinalzahlen, beispielsweise {\displaystyle \omega +\omega =\{0,1,2,\ldots ,n,n+1,\ldots ,\omega ,\omega +1,\omega +2,\ldots \}}. Hier sind die natürlichen Zahlen als Teilmenge enthalten, jedoch ist {\displaystyle \omega } eine unendliche Ordinalzahl, d. h. größer als jede natürliche Zahl.